# BlendSwap
BlendSwap est une base de données de modèles 3D sous licence libre que les utilisateurs du logiciel libre de conception et d'animation 3D Blender peuvent télécharger et utiliser selon l'une des trois licences permises. Elle a ouvert en janvier 2013.
Les trois licences permises pour ce dépôt sont :
- Creative Commons Zero
- Creative Commons Attribution
- Creative Commons Attribution Share Alike

Les utilisateurs sont également encouragés à y déposer leurs modèles pour les partager avec d'autres. Les modèles y sont classés par catégories.